# دالی (آلبوم)
دالی: جوینده/سابقاً ما (انگلیسی: Dolly: The Seeker/We Used To) شانزدهمین آلبوم سولو-استودیویی از دالی پارتن است. این آلبوم در نوامبر ۱۹۷۵ منتشر شد. این آلبوم در چارت کشوری مقام چهاردهم را به دست آورد.

## Track listing
همهٔ ترانه‌ها توسط Dolly Parton نوشته شده‌است.
| شماره | نام                            | مدت  |
| ----- | ------------------------------ | ---- |
| ۱.    | «We Used To»                   | ۳:۱۴ |
| ۲.    | «The Love I Used to Call Mine» | ۲:۵۰ |
| ۳.    | «My Heart Started Breaking»    | ۳:۲۳ |
| ۴.    | «Most of All Why»              | ۳:۰۳ |
| ۵.    | «Bobby's Arms»                 | ۲٫۴۰ |
| ۶.    | «The Seeker»                   | ۳:۰۲ |
| ۷.    | «Hold Me»                      | ۲:۳۶ |
| ۸.    | «Because I Love You»           | ۲:۱۶ |
| ۹.    | «Only the Memory Remains»      | ۲:۴۹ |
| ۱۰.   | «I'll Remember You as Mine»    | ۲:۴۸ |

## آهنگ‌ها
- مشارکت‌کنندگان ویکی‌پدیا. «Dolly: The Seeker/We Used To». در دانشنامهٔ ویکی‌پدیای انگلیسی، بازبینی‌شده در ۱۹ سپتامبر ۲۰۱۵.